# يان هوفر
يان هوفر (بالألمانية: Jan Hofer)‏ هو مقدم تلفزيوني ومذيع أخبار وصحفي ألماني، ولد في 31 يناير 1950 في Büderich ‏ في ألمانيا.

## وصلات خارجية
- يان هوفر على موقع IMDb (الإنجليزية)
- يان هوفر على موقع مونزينجر (الألمانية)
- يان هوفر على موقع ميوزك برينز (الإنجليزية)
- يان هوفر على موقع ديسكوغز (الإنجليزية)
- يان هوفر على موقع قاعدة بيانات الفيلم (الإنجليزية)